# Campionati tedeschi di sci alpino 1981
Ai Campionati tedeschi di sci alpino 1981 furono assegnati i titoli di discesa libera, slalom gigante e slalom speciale, sia maschili sia femminili.

## Risultati
| Specialità      | Uomini       | Donne             |
| --------------- | ------------ | ----------------- |
| Discesa libera  | Peter Roth   | Irene Epple       |
| Slalom gigante  | Egon Hirt    | Christa Kinshofer |
| Slalom speciale | Florian Beck | Christa Kinshofer |